# Václav Němec (1845)
Václav Němec (30. října 1845 Praha – 19. prosince 1924 Praha) byl rakouský a český zlatník, podnikatel a politik, na sklonku 19. století krátce poslanec Říšské rady, na přelomu 19. a 20. století poslanec Českého zemského sněmu.

## Biografie

### Zlatník a stříbrník
Vyučil se zlatníkem a stříbrníkem v Praze v dílně Emanuela Kautsche, s nímž později inicioval vznik Odborné pokračovací školy pro zlatníky, jež se roku 1885 připojila k nově vytvořené Uměleckoprůmyslové škole. V letech 1864–1871 pracoval jako pomocný stříbrník. Spoluzaložil časopis Český dělník a později zakládal list Český řemeslník. V roce 1871 si založil vlastní zlatnickou a stříbrnickou firmu v Praze v Eliščině třídě číslo 5 (dnešní Revoluční). Podle jiného zdroje ji založil se dvěma spolupracovníky již roku 1869 jako dílnu, později přeměněnou ve větší závod.
Od roku 1881 byl Němec členem pražské Obchodní a živnostenské komory, s níž vystavoval své šperky například roku 1908 na výroční výstavě. Od roku 1894 byl jejím prozatímním předsedou, od roku 1910 dlouhodobě prezidentem komory. Zasadil se v Praze o založení Technologického průmyslového muzea roku 1898 a Ústavu ku podpoře průmyslu roku 1910. Byl členem kuratoria Uměleckoprůmyslového musea v Praze. V době živnostenské a politické kariéry Václava Němce vedl jeho stříbrnický závod syn Josef Ladislav Němec (1871–1943), který užíval otcův punc s iniciálami V.N v pravoúhlém štítku. Za 1. světové války, kdy odbyt jejich zakázek uvázl, se Václav Němec snažil zachránit pozice českého průmyslu.

### Politik
Koncem 80. let 19. století se Němec zapojil i do zemské politiky. V doplňovacích volbách v září 1887 byl zvolen v kurii obchodních a živnostenských komor (volební obvod Praha) do Českého zemského sněmu. Mandát zde obhájil v řádných volbách v roce 1889, volbách v roce 1895, nyní ovšem již za kurii městskou, obvod Praha-Staré Město, v níž uspěl i ve volbách v roce 1901 a volbách v roce 1908. Politicky patřil již roku 1895 k Mladočechům. Také v zemských volbách roku 1908 se uvádí jako Mladočech.
Němec zasedal i v Říšské radě (celostátní zákonodárný sbor). Usedl sem ve volbách roku 1891 jako poslanec za kurii obchodních a živnostenských komor, obvod Praha. Rezignaci na mandát oznámil na schůzi 18. ledna 1892. Za své zásluhy o průmysl, živnosti a veřejný život byl císařem Františkem Josefem I. dvakrát vyznamenán rakouským Řádem železné koruny.
Zemřel 19. prosince 1924 v podolském sanatoriu v Praze. (Některé zdroje uvádějí datum úmrtí 20. prosince 1924.) Je pohřben na Olšanských hřbitovech.

### Dílo
Z velkého a stále prosperujícího závodu, v kterém pracoval syn a několik dělníků, se dochovaly stovky prací nejrůznějšího účelu a stylu, od souprav příborů, přes nádobí a reprezentační dary až po soupravy šperků s českými granáty. Nejcennější jsou práce stylového období secese podle návrhů Václavova syna Jana Ladislava Němce. Díky svým politickým kontaktům získával Václav Němec významné společenské zakázky jako pamětní dary (sošky, kazety a truhličky) a vyznamenání (medaile, odznaky) pro členy magistrátu královského hlavního města Prahy. Práce jeho závodu jsou zastoupeny ve sbírkách Uměleckoprůmyslového musea v Praze, Muzea hl. m. Prahy, Národního muzea a dalších institucí, například muzea a fary v Křenově.
Výběr
- Stříbrná soška sv. Václava podle skici B. Schnircha
- Stříbrná soška sv. Jiří podle gotického originálu z kašny na Pražském hradě
- Skříňka na psací potřeby (1908, společně s Karlem Lindaurem)
- Knižní vazba
- Kování kabelky
- Kazeta s příbory
- Pamětní medaile kr. hl. m. Prahy